# Tentlingen
Tentlingen is een gemeente en plaats in het Zwitserse kanton Fribourg, en maakt deel uit van het district Sense.
Tentlingen telt 1.3421182 inwoners.